# 1921

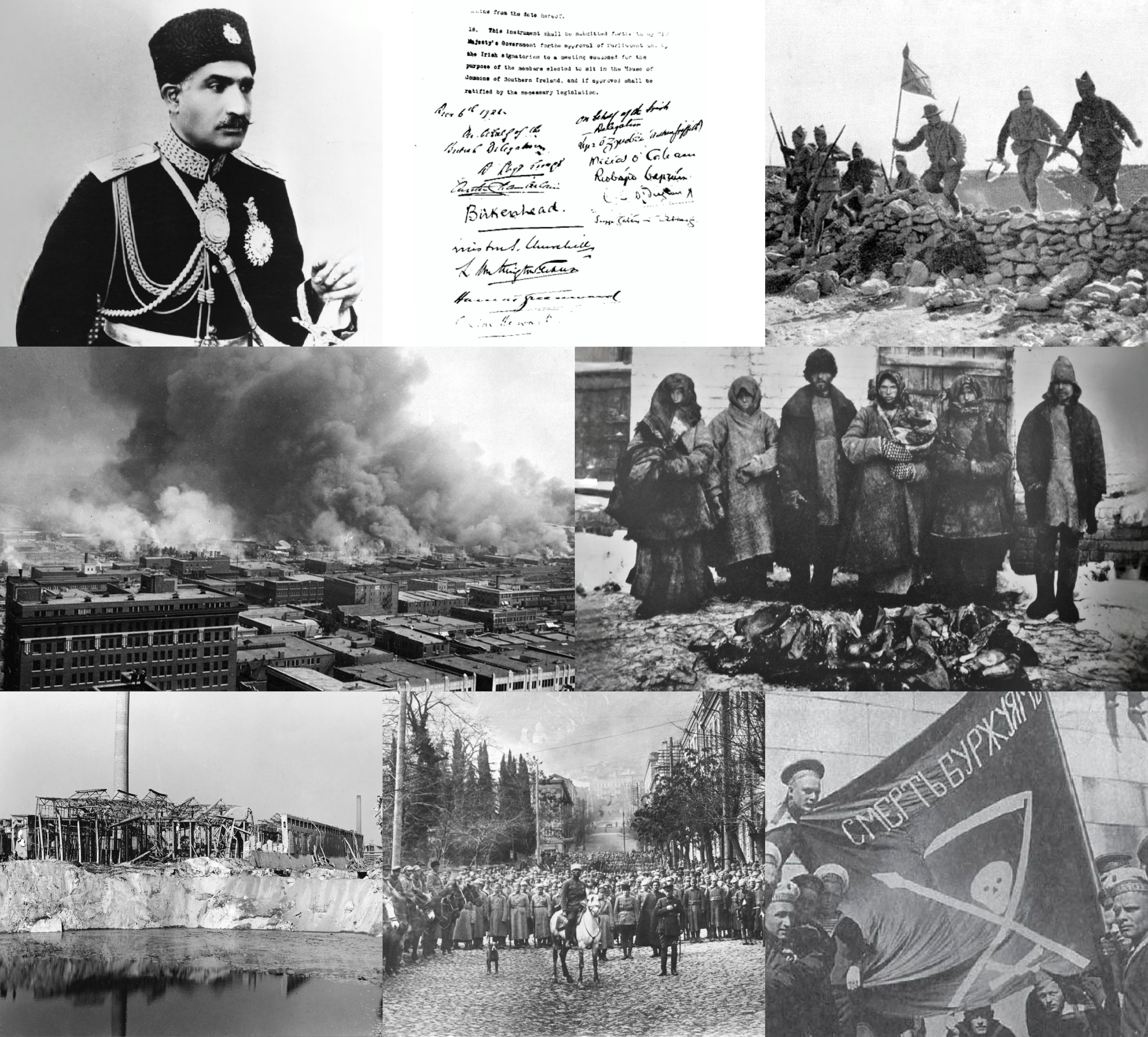

1921 (MCMXXI) là một năm thường bắt đầu vào Thứ bảy của lịch Gregory và là một năm thường bắt đầu vào Thứ Sáu của lịch Julius, năm thứ 1921 của Công nguyên hay của Anno Domini, the năm thứ 921  của thiên niên kỷ 2, năm thứ 21  của thế kỷ 20, và năm thứ  2   của thập niên 1920. Tính đến đầu năm 1921, lịch Gregory bị lùi sau 13 ngày trước lịch Julius, và vẫn sử dụng ở một số địa phương đến năm 1923. 

## Sự kiện

### Tháng 1
- 2 tháng 1: Đảng Cộng sản Luxemborg thành lập
- 18 tháng 1: Anh Pháp Mỹ Nhật thành lập ngân hàng chung tại Bắc Kinh
- 20 tháng 1: Thành lập nước cộng hòa Thổ Nhĩ Kỳ.

### Tháng 3
- 13 tháng 3: Mông Cổ tuyên bố li khai Trung Quốc.

### Tháng 5
- 5 tháng 5: Tại Quảng Châu, Tôn Trung Sơn nhậm chức tổng thống Trung Hoa Dân Quốc

### Tháng 6
- 26 tháng 6: Quân Áo đánh chiếm Ngô Châu

### Tháng 7
- 11 tháng 7: Ireland và Anh thương nghị. Mông Cổ tuyên bố độc lập
- 23 tháng 7: Thành lập Đảng Cộng sản Trung Quốc

### Tháng 12
- 6 tháng 12: Ireland tuyên bố độc lập

## Sinh

### Tháng 1
- 20 tháng 1 - Gioan Bách Ninh Huyền, là một giám mục được mật phong của Giáo hội Công giáo Rôma
- 28 tháng 1 - Xuân Tiên, là một nhạc sĩ có nhiều đóng góp cho nền tân nhạc Việt Nam giai đoạn 1954-1975.

### Tháng 2
- 27 tháng 2 - Eka Tjipta Widjaja, tỷ phú kiêm doanh nhân người Indonesia gốc Hoa (m. 2019)

### Tháng 4
- 17 tháng 4 - Christopher Okoro Cole, tổng thống Sierra Leone một ngày năm 1971 (m. 1990).[1]

### Tháng 5

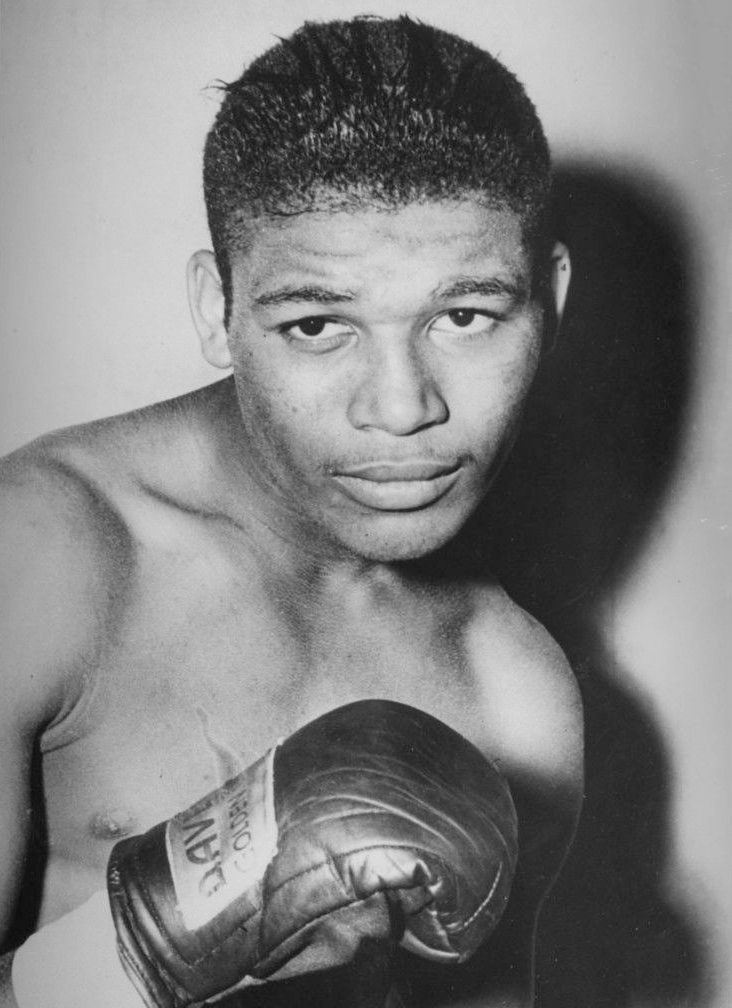
Sugar Ray Robinson

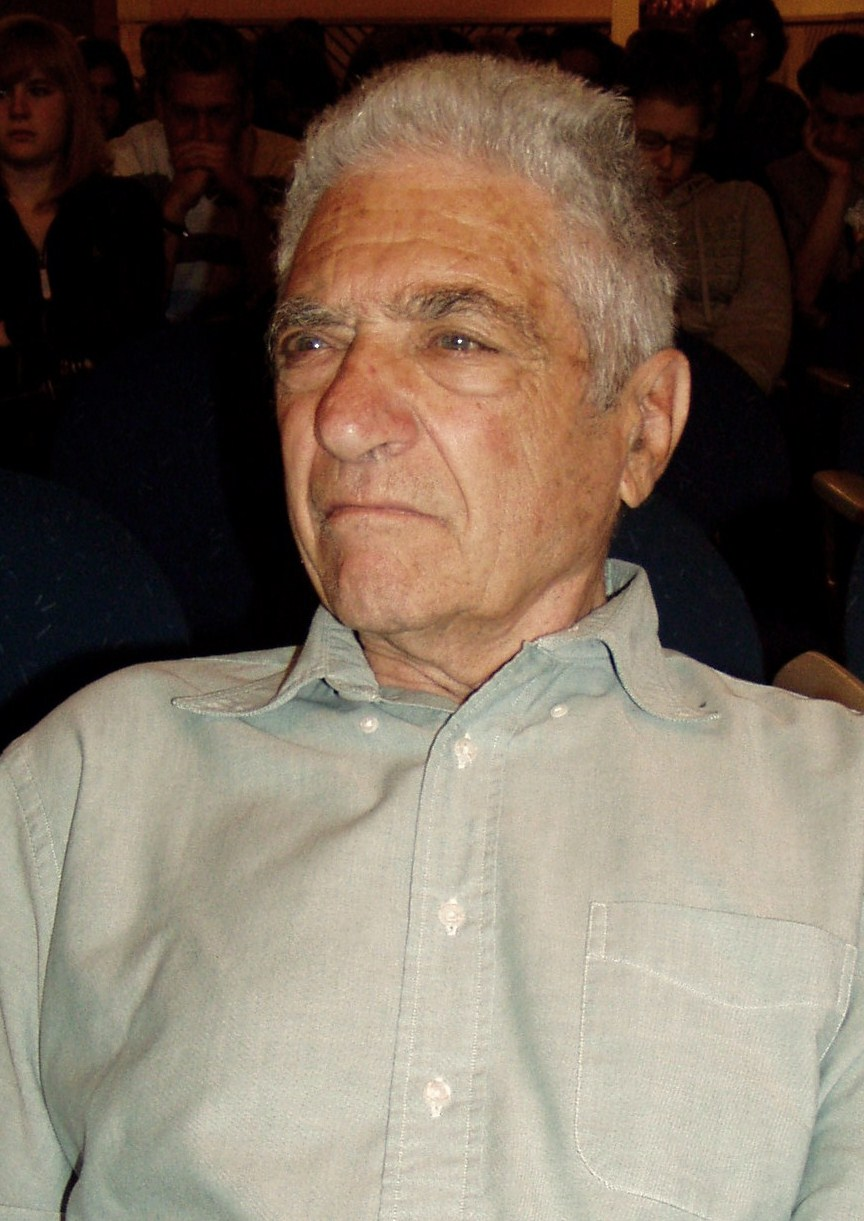
Jack Steinberger

- 3 tháng 5 - Sugar Ray Robinson, võ sĩ quyền Anh Hoa Kỳ, được nhiều đánh giá là võ sĩ quyền Anh vĩ đại nhất mọi thời đại (m. 1989).[2]
- 25 tháng 5 - Jack Steinberger, nhà vật lý người Mỹ gốc Đức và người đoạt giải Nobel (m. 2020).

### Tháng 6

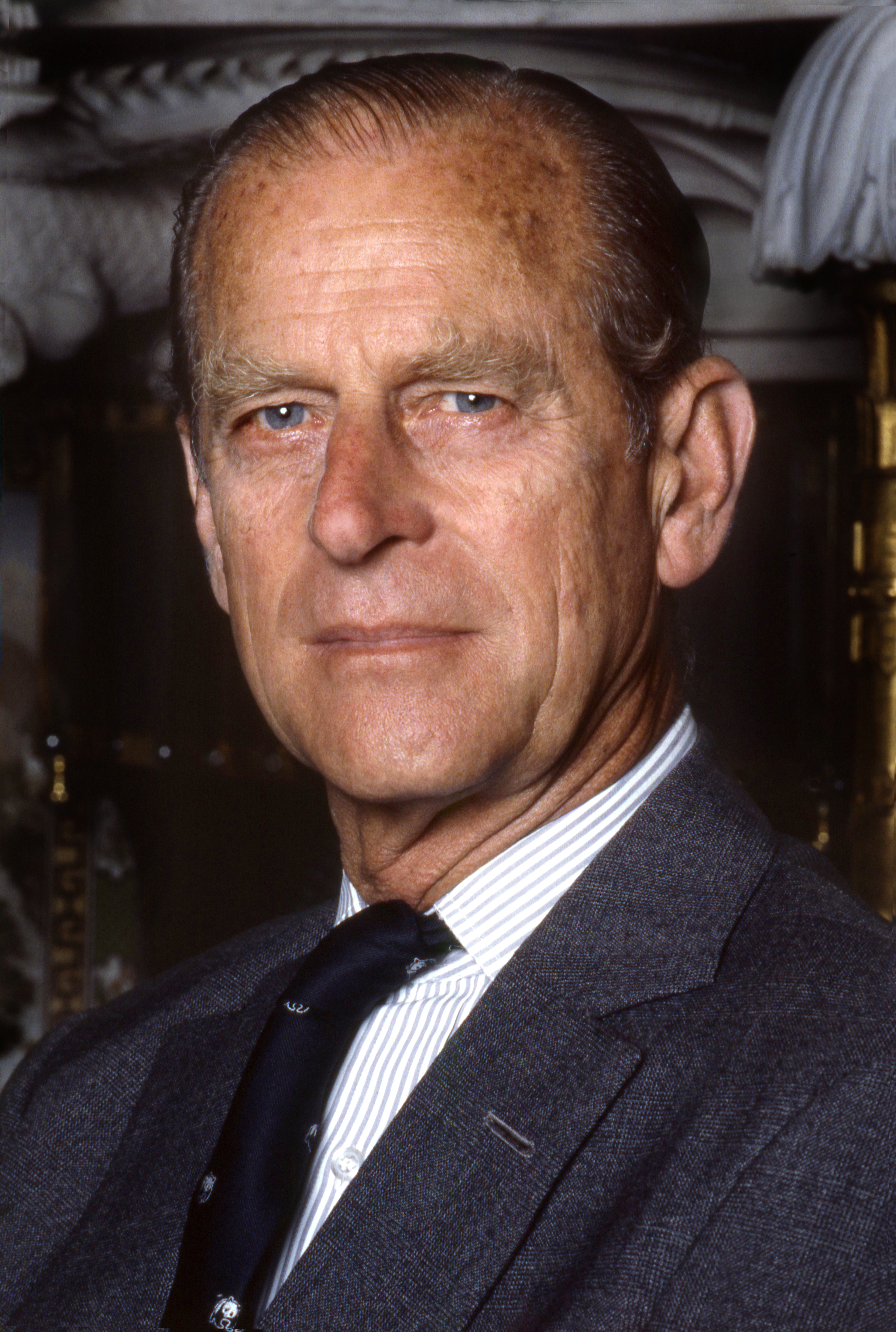
Philippos của Hy Lạp và Đan Mạch, Vương phu Anh

- 10 tháng 6 - Philippos của Hy Lạp và Đan Mạch, Công tước xứ Edinburgh, chồng của Nữ vương Elizabeth II (m. 2021)
- 20 tháng 6 - Tế Hanh, nhà thơ Việt Nam (m .2009)

### Tháng 7
- 2 tháng 7 - Giuse Chu Bảo Ngọc, là một giám mục người Trung Quốc của giáo hội hầm trú được Giáo hội Công giáo Rôma (m. 2020)
- 5 tháng 7 - Clare Abbott, là một họa sĩ và họa sĩ động vật hoang dã người Nam Phi
- 24 tháng 7 - Trần Văn Khê, là một nhà nghiên cứu văn hóa, âm nhạc cổ truyền nổi tiếng ở Việt Nam (m. 2015)
- 31 tháng 7 - Julieta Pinto, nhà giáo dục và nhà văn người Costa Rica (m. 2022)

### Tháng 8
- 4 tháng 8 - Maurice Richard, cầu thủ khúc côn cầu trên băng Canada, biểu tượng văn hóa của cư dân nói tiếng Pháp tại Québec (m. 2000)[3]

### Tháng 9

Ri Ul-sol

- 12 tháng 9 - Stanisław Lem, nhà văn Ba Lan (m. 2006)
- 14 tháng 9 - Ri Ul-sol, là một chính khách và tướng lĩnh quân đội Cộng hòa Dân chủ Nhân dân Triều Tiên (m. 2015)
- 28 tháng 9 - Walter Hautzig, nghệ sĩ dương cầm Áo (m. 2017)

### Tháng 10

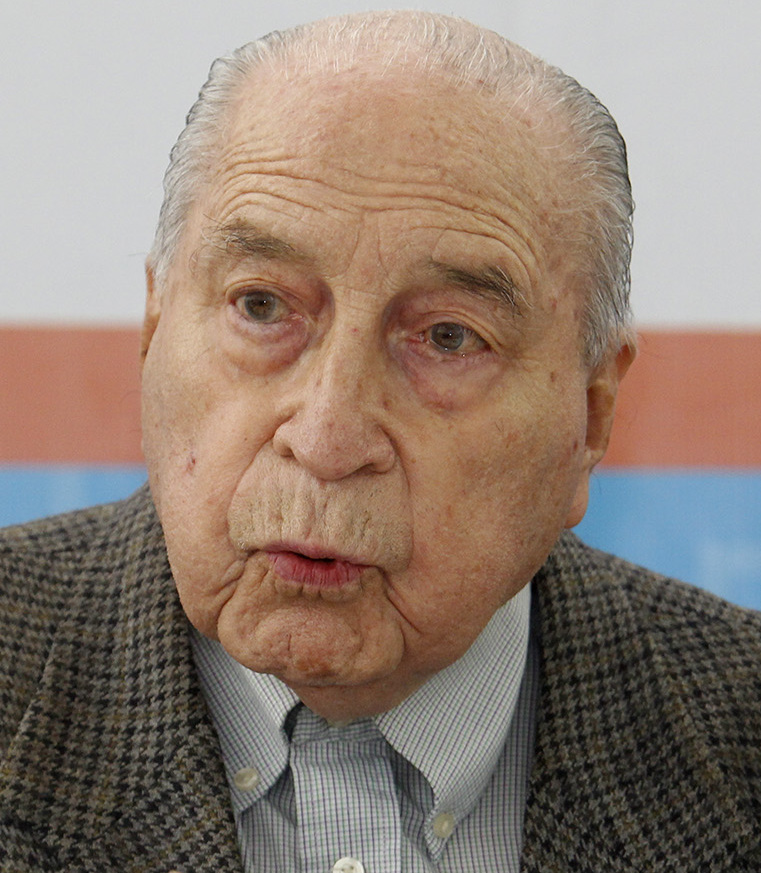
Francisco Morales Bermúdez

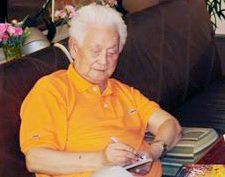
Phạm Duy

- 4 tháng 10 - Francisco Morales Bermúdez, Tổng thống thứ 59 của Peru (m. 2022)
- 5 tháng 10 - nhạc sĩ Phạm Duy (m. 2013)
- 11 tháng 10 - Quang Dũng, nhà thơ người Việt Nam (m. 1988)

### Tháng 11

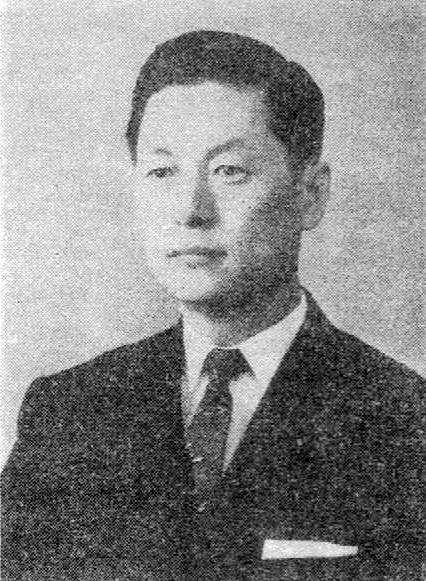
Shin Kyuk-ho

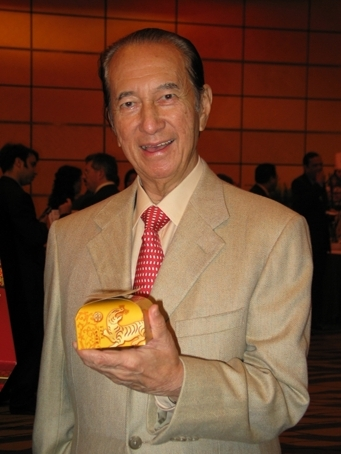
Hà Hồng Sân

- 2 tháng 11 - Thích Tâm Châu, là một vị Trưởng lão Hòa thượng Phật giáo Đại thừa người Việt Nam (m. 2015)
- 3 tháng 11 - Shin Kyuk-ho, doanh nhân người Hàn Quốc, người sáng lập tập đoàn Lotte Group (m. 2020)
- 6 tháng 11 - Tomiyama Taeko, là một họa sĩ thị giác Nhật Bản (m. 2021)
- 25 tháng 11 - Hà Hồng Sân, tỷ phú, doanh nhân Hồng Kông-Ma Cao (m. 2020)

## Mất
Phan Kế Bính , nhà thơ thời thế kỷ 20 (s.1875) 

## Giải Nobel
- Vật lý - Albert Einstein
- Hóa học - Frederick Soddy
- Sinh lý học hoặc Y học - không có giải
- Văn học - Anatole France
- Hòa bình - Karl Hjalmar Branting, Christian Lous Lange